# Pasmanteria

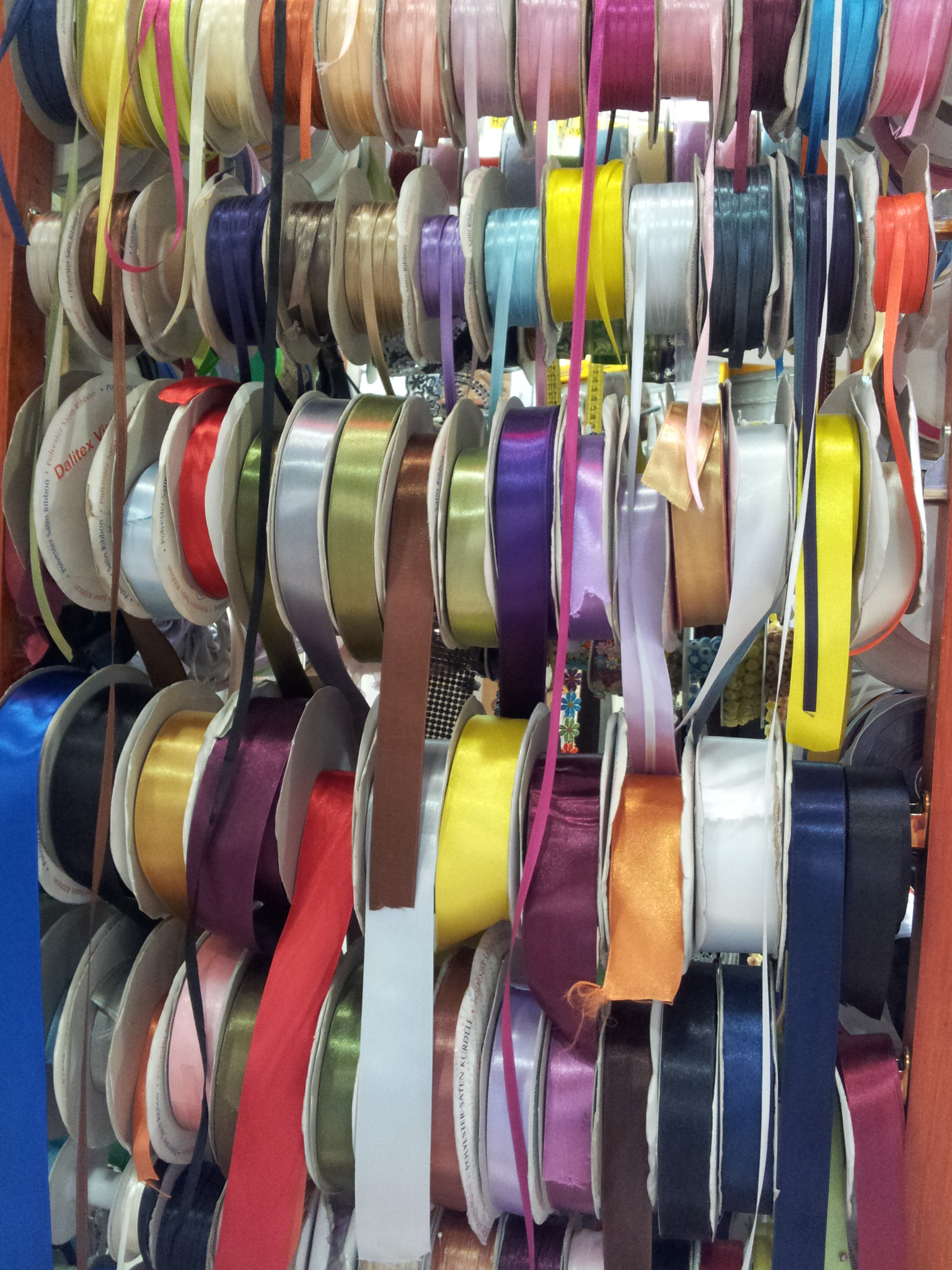
Wyroby pasmanteryjne – tasiemki

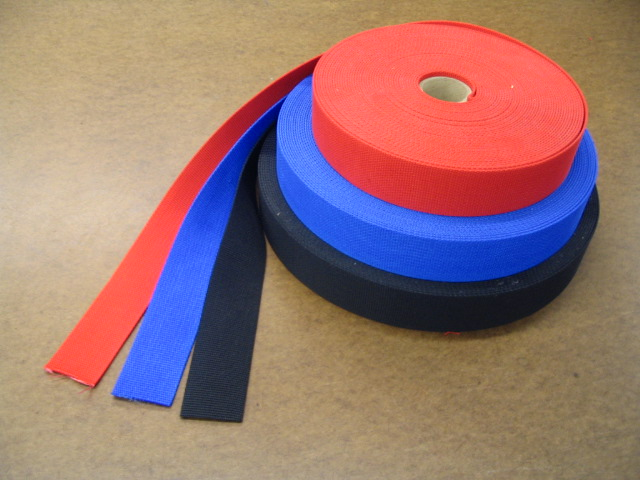
Wyroby pasmanteryjne – borty

Pasmanteria, wyroby pasmanteryjne, wyroby szmuklerskie, dawniej pasamony, wyroby pasamoniczne (z wł. passamano) – wyroby włókiennicze używane, jako ozdoba, wzmocnienie lub ochrona brzegów, do obszywania brzegów ubiorów, tkanin dekoracyjnych, obić tapicerskich. Ich wytwarzaniem zajmowali się szmuklerze, zwani też pasamonikami.
Do pasmanterii zalicza się:
- borty (l.poj. borta) – taśmy pasmanteryjne do obszywania brzegów różnych wyrobów; lamówki, obszywki[1].
- taśmy tkane (gładkie i wzorzyste)[2] oraz tasiemki czyli wąskie taśmy
- strzępce – wąskie taśmy jedwabne, z jednego brzegu zakończone krótkimi frędzelkami, stosowane do wykończenia partii haftu lub odzieży[2]
- ozdobne sznury
- wisiory (chwasty) – plecione ze sznurka lub nici metalowych
- gimpy – sznurki skręcone z pasm jedwabiu, wełny lub bawełny, usztywnione wewnątrz np. drutem, stosowane do wyrobu sznurów, frędzli itp.[3]
- galony – taśmy z nici metalowych lub blaszki, najczęściej srebrnych lub złotych[4]
- frędzle – taśmy jedwabne lub z nici metalowych, z luźno zwisającymi nitkami z jednej strony[4]
- sutasz – taśma pleciona z krzyżujących się skośnie nici[5]
- lacet – tasiemka pleciona stosowana na sznurowadła i do haftowania[2]
- krajki
- pompony
- gurty – mocne taśmy stosowane w tapicerce meblowej[3]
- koronki
- wstążki – jedwabne i półjedwabne pasy tkaniny, tkane na małych krosienkach, używane do ozdabiania włosów, ubrań, obuwia, kapeluszy itp.[4]
- kutasy
- splatane ze sznurka guziki i guzy[2]
- troczki z koralików
- pętlice – taśmy plecione lub tkane z jedwabiu i nici metalowych, stosowane jako zapięcia, głównie jako część szamerunku[2].

Pasamony wyrabiano już w starożytności, ale szczególne znaczenie miały w Cesarstwie Bizantyjskim.
We wczesnym średniowieczu zaczęto używać pasamonów do obszywania ubiorów liturgicznych i uroczystych świeckich strojów, od XVII wieku także przy obiciach meblowych. Stały się popularnym elementem ubiorów świeckich, duchownych, wojskowych, w tym liberii. Moda na ozdabianie ubiorów i wnętrz powróciła w XIX wieku. Także dziś istnieje duży asortyment wyrobów pasmanteryjnych, zwłaszcza dzięki zmechanizowaniu ich produkcji.
Tkano je techniką tabliczkową, później na specjalnych krosienkach pasamonicznych lub innymi technikami, na przykład koronkarskimi. Jako materiał do ich wyrobu służy najczęściej jedwab i nici metalowe, czasami wełna, len i bawełna.
Ozdoby pasmanteryjne nazywano dawniej także potrzebami, a używane w strojach wojskowych obszlegami.